# Goodman (Mississipi)
Goodman és una població dels Estats Units a l'estat de Mississipi. Segons el cens del 2000 tenia 1.252 habitants.

## Demografia
Segons el cens del 2000, Goodman tenia 1.252 habitants, 280 habitatges, i 206 famílies. La densitat de població era de 589,5 habitants per km².
Dels 280 habitatges en un 42,1% hi vivien nens de menys de 18 anys, en un 36,4% hi vivien parelles casades, en un 32,9% dones solteres, i en un 26,4% no eren unitats familiars. En el 25,7% dels habitatges hi vivien persones soles el 9,6% de les quals corresponia a persones de 65 anys o més que vivien soles. El nombre mitjà de persones vivint en cada habitatge era de 2,96 i el nombre mitjà de persones que vivien en cada família era de 3,58.
Per edats la població es repartia de la següent manera: un 25,9% tenia menys de 18 anys, un 39% entre 18 i 24, un 18,1% entre 25 i 44, un 10,1% de 45 a 60 i un 6,9% 65 anys o més.
L'edat mediana era de 20 anys. Per cada 100 dones de 18 o més anys hi havia 93,3 homes.
La renda mediana per habitatge era de 13.929 $ i la renda mediana per família de 14.643 $. Els homes tenien una renda mediana de 30.000 $ mentre que les dones 17.500 $. La renda per capita de la població era de 8.359 $. Entorn del 49% de les famílies i el 45,6% de la població estaven per davall del llindar de pobresa.

## Poblacions més properes
El següent diagrama mostra les poblacions més properes.